# Уклейка
Укле́йка (уклея), или обыкнове́нная укле́йка (лат. Alburnus alburnus) — распространённый вид рыб из семейства карповых (Cyprinidae).
Устаревшее название (Киржач, Владимирская область) — «раскле́йка».

## Описание
| Варианты альтернативного наименования уклейки в начале XX века в различных регионах Российской империи согласно Л. П. Сабанееву |                                          |
| Регион | Варианты названия                        |
| В России | уклея                                    |
| Тверь и Серпухов | верховодка, верхоплавка, верховка        |
| Ярославская губерния | баклейка                                 |
| Владимирская губерния | баклея                                   |
| Казанская и Нижегородская губернии                                                                                              | башклейка                                |
| Свияга | сентя, синтя, сентявка, синявка, сентяга |
| Саратовская губерния | баклешка                                 |
| Кама | шаклейка и вандыш                        |
| Вятка | шаклея и шклея                           |
| Уфимская губерния | бакла и баклея ба́кла, ба́кля, ба́клешка    |
| Оренбургская губерния | синтявка и белоглазка                    |
| Оренбург | сигушка                                  |
| Река Урал | конюх и гармак                           |
| Астрахань | дергунец                                 |
| На Верхней Волге и Ловати | селява                                   |
| На Оке (и в Твери) | сикла                                    |
| Пензенская и Ковенская губернии                                                                                                 | калинка                                  |
| Самара | чебанчик, чебак                          |
| Десна | себел                                    |
| Малороссия | себел, сибелик, сибиль                   |
| Буг и Днестр | швия                                     |
| Днепр | селедка и оселедчики                     |
| Олонецкая губерния | салага и салагушка                       |
| Литва | аукшле                                   |
| Польша | уклей                                    |
| Финляндия | салакко и салкко                         |
| Эстония | виддикит-кала, валге-кала, майлин        |
| Ижора | уклекка                                  |
| Карелы | шелакка                                  |
| Латвия | майле и вике                             |
| Татары | башклей и альдока                        |
| Черемисы | муляшка                                  |
| Чуваши на реке Цивиль | шиучи                                    |
| Вогулы | станки                                   |

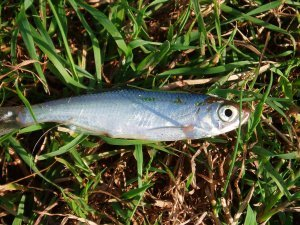

Имеет пелагическую окраску — спинка тёмная, серовато-голубая с зеленоватым отливом, а брюшко и бока серебристые, со светлым отблеском. Спинной и хвостовой плавники тёмные, а остальные желтоватые или красноватые. Чешуя нестойкая, от прикосновения остается на пальцах.
Достигает длины до 20 см (средне 12—15, наибольшее — 25) и массы до 60 граммов, встречаются экземпляры весом 80—100 граммов.
Любимая наживка — личинки мясной мухи (рощеник, опарыш).

## Распространение
Реки бассейнов Азовского, Балтийского, Чёрного морей, реки северной части Каспийского моря и западного побережья Белого моря. Европейская часть России. 
Интродуцирована в бассейн Верхней Оби при завозе хозяйственно ценных видов рыб и в бассейн р. Иртыш путём саморасселения из волжского бассейна. В настоящее время вид обитает в Новосибирском водохранилище, Верхней и Средней Оби и её притоках (реках Бакса, Шегарка, Иня, Томь, Чулым, Чая, Алей, Калманка, Лосиха) и в бассейне р. Иртыш.

## Образ жизни
Обитает в реках, озёрах и водохранилищах, также может жить в солоноватой воде устьев рек. Является стайной рыбой, предпочитает верхние слои воды. Питается планктоном, также подбирает с поверхности воды упавших мелких насекомых и пыльцу.
Нерест порционный, начинается в конце мая, заканчивается в начале июля.

## Значение и использование
Особого промыслового значения не имеет, считается сорной рыбой. Если нет других живых рыб, то используется и как наживка для ловли крупных хищных рыб, например щуки. 
В кулинарии: её можно запечь (пирог из рыбы), сделать подобие шпрот (3—4 часа томить в масле с луком), бывает вяленая уклейка (обладает отменными вкусовыми качествами, умеренной жирностью) и т. д.
Ранее применялась для приготовления так называемой Восточной Эссенции (Essence d’Orient) — счищенную тупым ножом чешую держали в банке с водой, до тех пор, пока не отделится серебристая оболочка, чешую доставали, воду сливали, добавляли немного клея и оставшуюся массу толкли до состояния однородной кашицы. Восточная эссенция применялась для изготовления высококачественного искусственного жемчуга, особенно во Франции. Своё название она получила в связи с тем, что впервые способ её изготовления был разработан в Китае.

## Комментарии
1. ↑  Верховка — ошибочное название, так как, как правило, так называют другую рыбу — Leucaspius delineatus.
2. ↑  Согласно Варпаховскому также синявка, синька, обманщица, табачница и синтяпа.
3. ↑  Вандыш — ошибочно название, так как, как правило, так называют корюшку — Osmerus eperlanus.
4. ↑  Чебак — такое же название носит сибирская плотва.
5. ↑  Название использовалось для особей большого размера. Название ошибочно, так как, как правило, так называют рыб из семейства сельдевых.
6. ↑  Название использовалось для особей малого размера.
7. ↑  Альдока — название у татар, проживающих в бассейне реки Свияги.